# Sefro
Sefro est une commune italienne de la province de Macerata, dans la région Marches.

## Administration
| Période                                  | Période   | Identité       | Étiquette    | Qualité |
| ---------------------------------------- | --------- | -------------- | ------------ | ------- |
| 14 juin 2004                             | juin 2009 | Mario Pierozzi | lista civica |         |
| 8 juin 2009                              | En cours  | Mario Pierozzi | lista civica |         |
| Les données manquantes sont à compléter. |           |                |              |         |

### Communes limitrophes
Camerino, Fiuminata, Pioraco, Serravalle di Chienti